# Harritslev (parochie)
Harritslev is een parochie van de Deense Volkskerk in de Deense gemeente Hjørring. De parochie maakt deel uit van het bisdom Aalborg en telt 215 kerkleden op een bevolking van 233 (2004).
Historisch was de parochie deel van de herred Vennebjerg. In 1970 werd Harritslev deel van de nieuwe gemeente Løkken-Vrå, die in 2007 opging in de vergrote gemeente Hjørring.
Bistrup · Børglum · Em · Hæstrup · Harritslev · Jelstrup · Løkken-Furreby · Lyngby · Mårup · Rakkeby · Rubjerg · Sankt Catharinæ · Sankt Hans · Sankt Olai · Sejlstrup · Skallerup · Tårs · Vejby · Vennebjerg · Vrå · Vrejlev · Vrensted